# تافیفی
تافیفی (انگلیسی: Toffifee) (با شکل نوشتاری Toffifay در ایالات متحده آمریکا) یک برند آلمانی آبنبات کاراملی است که متعلق به شرکت آلمانی آگوست اشتورک مستقر در برلین است.